# فورخاص (فخرود)
فورخاص (بالفارسية: فورخاص) هي مستوطنة تقع في إيران في قسم فخرود الريفي. يقدر عدد سكانها بـ 273 نسمة بحسب إحصاء 2016.